# 高尾山 (神奈川県)
高尾山（たかおさん）は、神奈川県横浜市緑区長津田町にある、緑区の最高峰である。
多摩丘陵の中程に位置し、山頂には一等三角点（長津田村）が設置されている。また、山頂に飯縄神社が祀られている。
周辺には東京科学大学すずかけ台キャンパスや、東名高速道路横浜町田インターチェンジ周辺の倉庫などがあり、周囲の市街化が進んでいる。

## 概要

### 三角点
山頂には、1882年（明治15年）に参謀本部測量課（国土地理院の前身の一つ）によって定められた相模野基線を用いた、日本全土の三角測量に利用するための三角点が設けられた。現在も一等三角点（長津田村）が設置されている。

### 飯縄神社
郷土史研究家の調査によると、この神社に関する最古の記録は長津田の福泉寺に保存されている古文書の「高尾山飯縄権現再建三百人護摩講」であり、この記録によれば再建資金を集めるために1806年(文化六年)に講が発足し、建物が1814年(文化十一年)に完成したとされている。

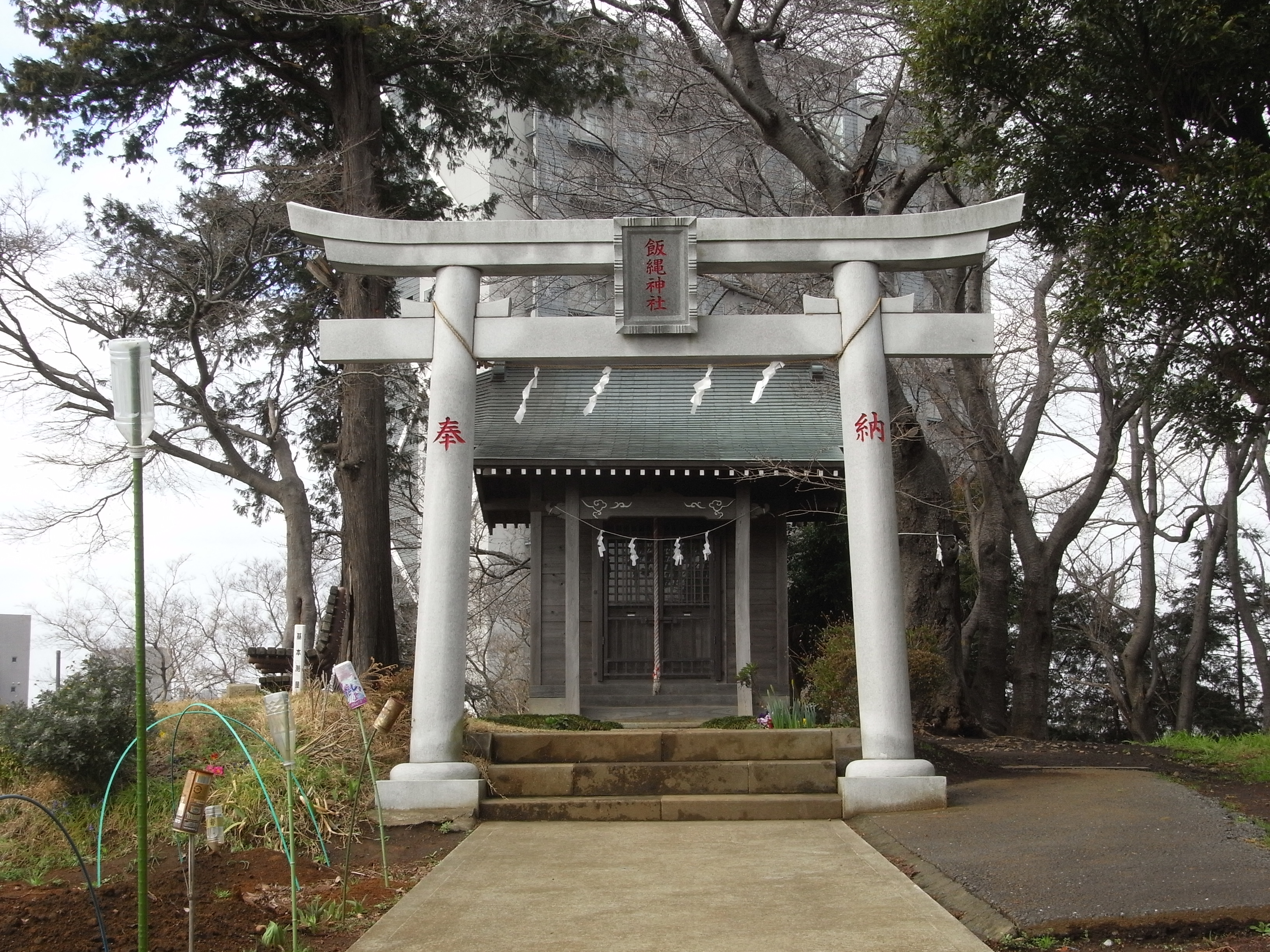
山頂にある飯縄神社
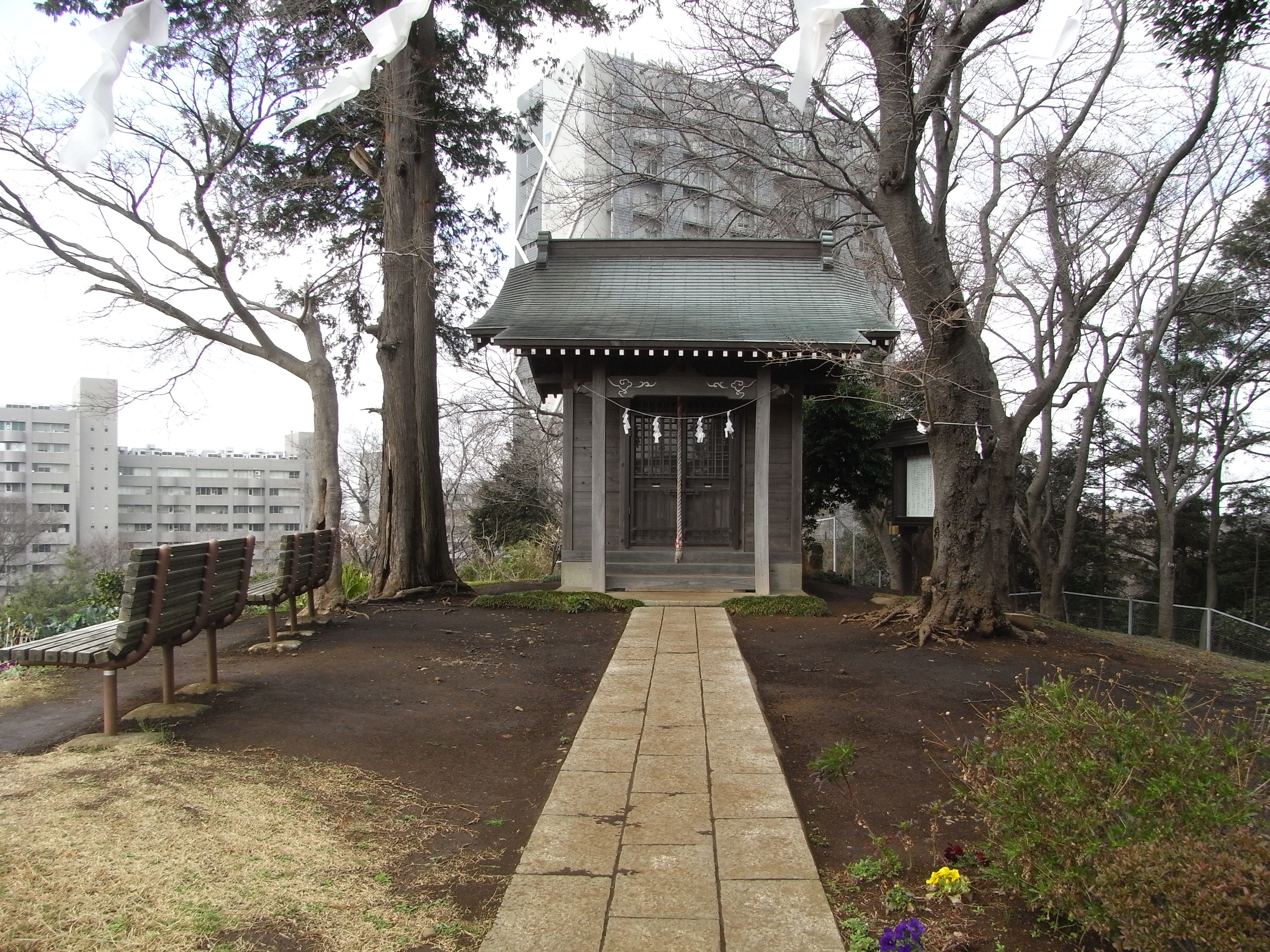
本殿

### 長津田十景
横浜市は、高尾山山頂から積雪期の丹沢山地や富士山を眺めた風景を高尾暮雪（たかおぼせつ）として長津田十景の一つに指定している。横浜市が緑区役所などで配布している「長津田歴史探訪マップ (PDF) 」には、高尾山が含まれた散策ルートなどが紹介されている。

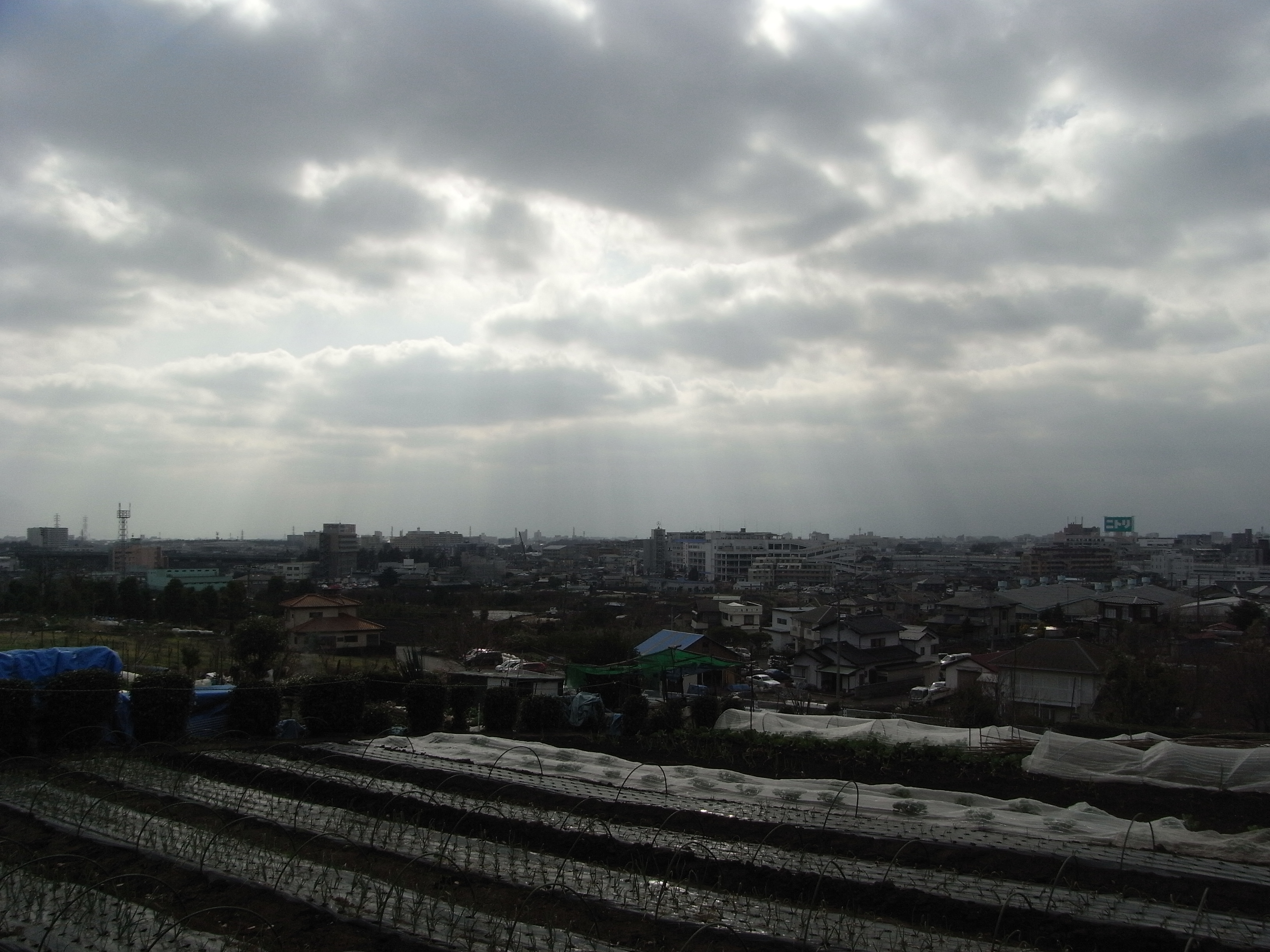
写真は高尾山山頂から西の方角（相模野台地・丹沢方向）を撮影したもの

## 交通アクセス
最寄駅は、高尾山の北側を通る国道246号を挟んだ向かい側にある、東急田園都市線のすずかけ台駅である。また、長津田駅から神奈川中央交通の津01系統長津田駅 - 南長津田団地・岡部谷戸経由 - 南町田グランベリーパーク駅行きの路線バスを利用し、山頂付近にある高尾原停留所を利用することもできる。